# Zaventem

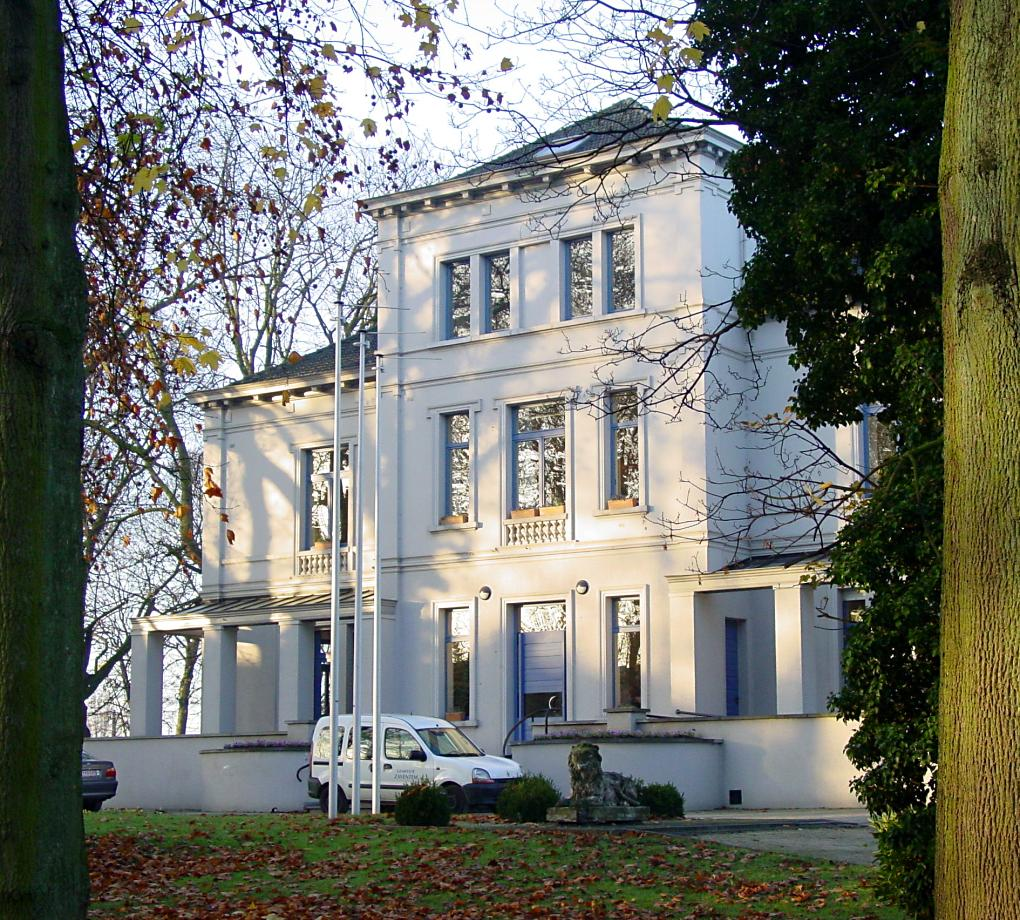
Gemeindehaus von Zaventem

Zaventem ist eine Gemeinde im mittleren Abschnitt des Dijlelandes in der Provinz Flämisch-Brabant in der belgischen Region Flandern. Sie umfasst die Teilgemeinden Nossegem, Sint-Stevens-Woluwe, Sterrebeek und Zaventem selbst.
Der Flughafen Brüssel-Zaventem liegt teils in Zaventem und wird deshalb auch Zaventem Airport genannt, sowie das Autobahnkreuz (Knooppunt Zaventem).
Partnerstädte von Zaventem sind Blankenheim und Availles-Limouzine in Frankreich.

## Politik

### Stadtrat
- Vooruit: 1
- Groen: 0
- UF: 6
- VLD: 9
- CD&V: 8
- N-VA: 8
- VB: 0
- Sonst.: 1

Nach der Wahl kam es zu einer Koalition aus OpenVLD und CD&V. 
 Sie kommen zusammen auf 17 der 33 Sitze.
- Vooruit: 3
- Vooruit – Gr: 10
- Groen: 2
- UF: 30
- VLD: 57
- CD&V: 19
- CD&V – NVA: 5
- N-VA: 22
- VB: 4
- Sonst.: 1

- VLD: 57
- UF: 30
- N-VA: 22
- CD&V: 19
- Vooruit – Gr: 10
- CD&V – NVA: 5
- VB: 4
- Vooruit: 3
- Groen: 2
- Sonst.: 1

## Bildung
Zaventem hat verschiedene Schulen.
Darunter 3 Städtische Basisschulen, eine Basisschule der flämischen Gemeinschaft und 3 freie Basisschulen.
Des Weiteren besitzt Zaventem 2 Sekundarschulen, sowie eine Akademie für Musik, Wort und Tanz.
Zusätzlich befindet sich die Brussels American School in Zaventem.

## Infrastruktur
Zaventem ist der Sitz vieler internationaler Firmen, es gibt mehrere Industriegebiete.

### Autobahn
Zaventem liegt sowohl an der E40/A3 mit den Ausfahrten Sterrebeek und Kraainem. Des Weiteren befindet sich das Autobahnkreuz Sint-Stevens-Woluwe auf dem Gemeindegebiet. Hier geht die E40 auf den R0 (Brüsseler Autobahnring) über.
Der R0 führt auch an Zaventem vorbei und hat zwei Ausfahrten (Zaventem-Henneaulaan und der Autobahnzubringer zum Flughafen).
Der A201-Flughafenzubringer führt direkt vor das Flughafenterminal und hat die Ausfahrt Zaventem-Centrum.

### Straße
Zaventem liegt an folgenden Nationalstraßen:
- N2-Brüssel-Maastricht verläuft durch Sint-Stevens-Woluwe, Zaventem und Nossegem
- N262-Verbindungsweg der A201 mit der N 2
- N227-Mechelen nach Tervuren, verläuft durch Nossegem und Sterrebeek.

### Bus
Zaventem ist mit dem Bus gut zu erreichen, da alle Buslinien entweder am Flughafen enden oder beginnen. Es gibt Busverbindungen nach Brüssel, Mechelen, Leuven, sowie in die umliegenden Städte. Die Linien werden von der Busgesellschaft De Lijn betrieben.

### Eisenbahn
Auf dem Grundgebiet der Gemeinde befinden sich drei Bahnhöfe: Zaventem (Dorf), Nossegem und der Flughafenbahnhof.

### Flugzeug
via Flughafen Brüssel-Zaventem